# Cité de Bayswater
Pour les articles homonymes, voir Bayswater.
La Cité de Bayswater (City of Bayswater en anglais) est une zone d'administration locale dans la banlieue de Perth en Australie-Occidentale en Australie à environ 9 kilomètres au nord-est du centre-ville. 
La zone est divisée en un certain nombre de localités:
- Bayswater
- Bedford
- Dianella
- Embleton
- Maylands
- Morley
- Mount Lawley
- Noranda

La ville a 11 conseillers et est découpée en 4 circonscriptions:

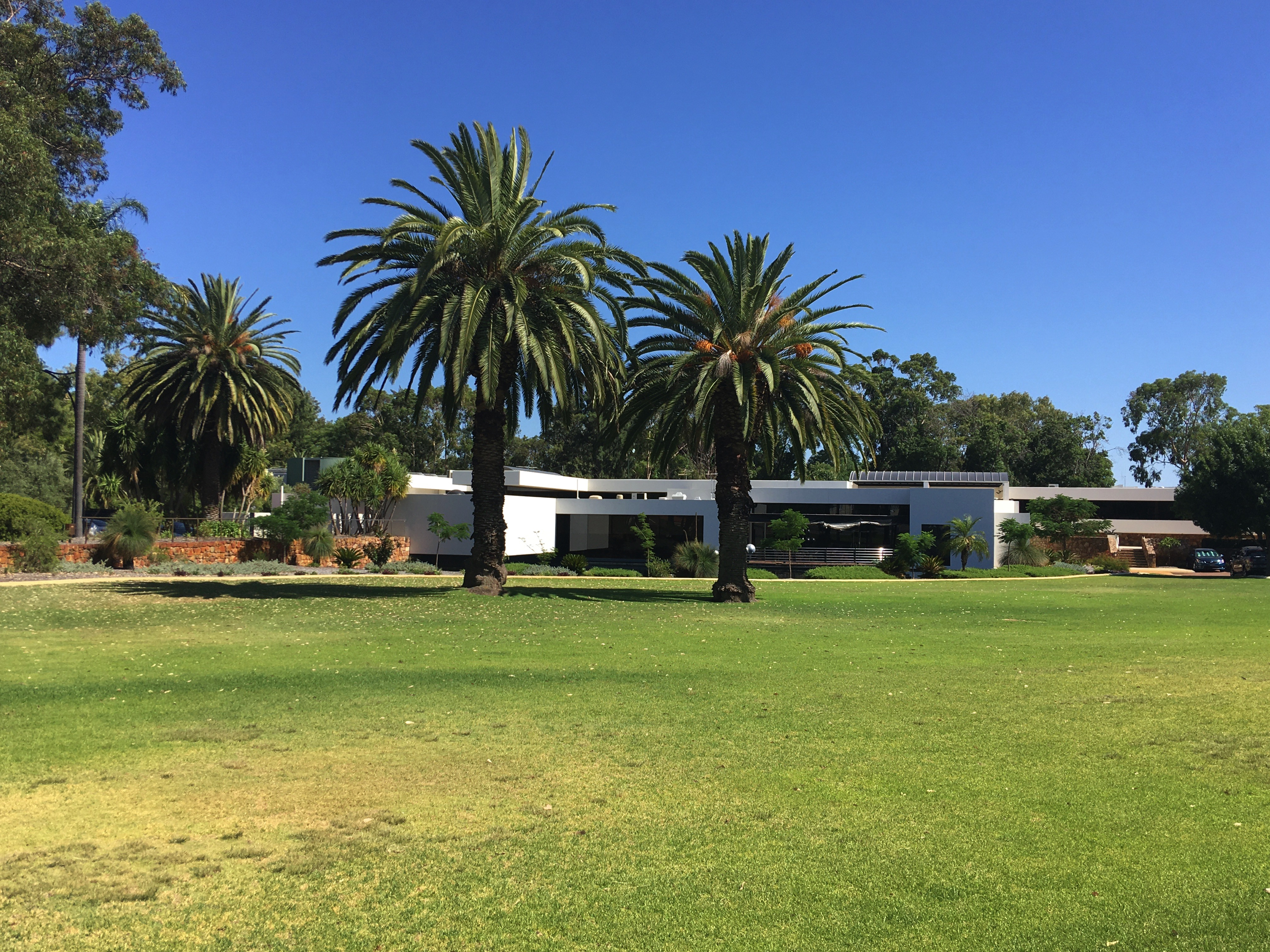
Centre civique de la ville de Bayswater, côté sud

- Central Ward (3 conseillers)
- North Ward (3 conseillers)
- South Ward (2 conseillers)
- West Ward (3 conseillers).